# 水戸市議会
水戸市議会（みとしぎかい）は、茨城県の県庁所在地である水戸市に設置されている地方議会である。

## 概要
- 定数：28人
- 任期：2023年5月29日 - 2027年5月28日
- 議長：須田浩和（魁，水戸）
- 副議長：大津亮一（誠和会）

## 会派
| 会派名               | 議席数 | 党派                 | 議員名（◎は代表者）                             |
| -------------------- | ------ | -------------------- | ----------------------------------------------- |
| 公明党水戸市議会     | 5      | 公明党               | ◎五十嵐博、黒木勇、高倉富士男、鈴木宣子、森正慶 |
| 魁，水戸             | 4      | 自由民主党2・無所属2 | ◎渡辺政明、後藤通子、袴塚孝雄、須田浩和         |
| 誠和会               | 4      | 自由民主党1・無所属3 | ◎松本勝久、田口米蔵、安藏栄、大津亮             |
| 日本共産党水戸市議団 | 3      | 日本共産党           | ◎田中真己、中庭次男、土田記代美                 |
| フォーラム水戸       | 3      | 国民民主党1・無所属2 | ◎飯田正美、佐藤昭雄、綿引健                     |
| 水政会               | 3      | 無所属3              | ◎福島辰三、内藤丈男、栗原文隆                   |
| 立憲みと             | 2      | 立憲民主党           | ◎萩谷慎一、滑川友理                             |
| 無所属               | 1      | 無所属               | 田口文明                                        |
| 葵会                 | 1      | 自由民主党           | 小泉康二                                        |
| 計                   | 26     |                      |                                                 |

（2022年10月1日現在）

## 常任委員会
市議会の各議員は下記の常任委員会のうち、いずれか1つに所属する。
- 総務環境委員会（6人）
- 文教福祉委員会（6人）
- 産業消防委員会（6人）
- 建設企業委員会（7人）

## 議員報酬と諸手当
| 役職   | 報酬            | 政務活動費 |
| ------ | --------------- | ---------- |
| 議長   | 月額 70万0000円 | 月額 9万円 |
| 副議長 | 月額 63万0000円 | 月額 9万円 |
| 議員   | 月額 59万0000円 | 月額 9万円 |

※別途期末手当あり

## 主な水戸市議会出身者
- 高橋靖（水戸市長）
- 加藤浩一（元水戸市長）